# Astro Boy: Omega Factor
Astro Boy: Omega Factor (アストロボーイ・鉄腕アトム ～アトムハートの秘密～?, Asutoro Bōi: Tetsuwan Atomu - Atomu Hāto no Himitsu) è un videogioco di genere picchiaduro a scorrimento, sviluppato da Treasure e Hitmaker, pubblicato nel 2003 da SEGA per Game Boy Advance.
Il gioco è basato sul manga Astro Boy, creato da Osamu Tezuka. Nel titolo compaiono diversi personaggi apparsi nelle opere del mangaka giapponese.

## Modalità di gioco
Omega Factor è un picchiaduro a scorrimento orizzontale, nel quale il giocatore si trova a vestire i panni di Astro Boy. Il bambino robot dispone di varie abilità, le quali possono essere incrementate ogni volta che si fa la conoscenza di un nuovo personaggio, grazie al cosiddetto "fattore Omega" presente nel corpo di Astro.
Ogni schema prevede l'abbattimento di un gran numero di nemici su schermo, ed è quasi sempre presente un boss finale. Durante il livello, inoltre, si possono incontrare vari personaggi nascosti, derivati da varie opere di Tezuka, da collezionare.
Il gioco prevede due livelli di difficoltà, nella versione originale giapponese. La versione americana, così come quella europea, prevede invece tre livelli di difficoltà: Facile, Normale e Difficile.

## Accoglienza
Omega Factor ha avuto recensioni molto positive da parte della critica, ed è spesso considerato tra i migliori titoli disponibili per Game Boy Advance.
Detiene un punteggio di 85% su Metacritic e di 86.89% su Game Rankings. Secondo GameSpot, è uno dei migliori videogiochi d'azione per Game Boy Advance, e GameSpy l'ha elencato come uno dei migliori giochi per Game Boy Advance dell'anno.
La rivista Nintendo Power l'ha classificato trentottesimo nella sua lista dei migliori videogame di tutti i tempi. Nel 2013, Game Informer l'ha elencato uno dei migliori videogiochi basati su anime o manga.